# Якимівка (зупинний пункт)
Яки́мівка (також Акимівка) — залізничний зупинний пункт Знам'янської дирекції Одеської залізниці.
Розташований на переїзді з автошляхом Т 1504 за кількасот метрів від села Якимівка Добровеличківського району Кіровоградської області на лінії Помічна — Чорноліська між станціями Помічна (9 км) та Новоукраїнка (9 км).
Станом на лютий 2020 року щодня чотири пари електропотягів прямують за напрямком Знам'янка-Пасажирська/Олександрія — Помічна/Одеса-Головна.